# Harry Solter
Harry Solter, né le 19 novembre 1873 et mort le 2 mars 1920 à El Paso (Texas), est un réalisateur, acteur et scénariste américain.

## Biographie
Harry Solter commence sa carrière en tant qu'acteur en 1908 à la Biograph Company. La même année, lors du tournage du film Romeo and Juliet pour la Vitagraph Company of America, il rencontre l'actrice Florence Lawrence, qu'il épouse le 30 août. En 1909, il commence à travailler comme acteur et réalisateur pour l'Independent Moving Picture Company (IMP).
En 1912, il forme avec sa femme la Victor Film Company à Fort Lee, dans le New Jersey. L'année suivante, ils revendent la compagnie à Carl Laemmle, qui finit par l'amalgamer dans Universal Pictures en 1917, mais Solter a continué à travailler pour elle, dirigeant presque 150 films muets jusqu'à ce que sa santé l'oblige à arrêter en 1918.
Il est mort d'un AVC le 2 mars 1920, à quarante-six ans.

## Filmographie

### Comme réalisateur
- 1909 : Love's Stratagem
- 1909 : The Forest Ranger's Daughter
- 1909 : Her Generous Way
- 1909 : Lest We Forget
- 1909 : The Awakening of Bess
- 1910 : The Winning Punch
- 1910 : The Right of Love
- 1910 : The Tide of Fortune
- 1910 : Never Again
- 1910 : The Coquette's Suitors
- 1910 : Justice in the Far North
- 1910 : The Blind Man's Tact
- 1910 : Jane and the Stranger
- 1910 : The Governor's Pardon
- 1910 : Mother Love
- 1910 : The Broken Oath
- 1910 : The Time-Lock Safe
- 1910 : His Sick Friend
- 1910 : The Stage Note
- 1910 : Transfusion
- 1910 : The Miser's Daughter
- 1910 : His Second Wife
- 1910 : The Rosary
- 1910 : The Maelstrom
- 1910 : The New Shawl
- 1910 : Two Men
- 1910 : The Doctor's Perfidy
- 1910 : The Eternal Triangle
- 1910 : A Reno Romance
- 1910 : The Nichols on Vacation
- 1910 : A Discontented Woman
- 1910 : A Self-Made Hero
- 1910 : A Game for Two
- 1910 : The Call of the Circus
- 1910 : Old Heads and Young Hearts
- 1910 : The Mistake
- 1910 : Bear Ye One Another's Burdens
- 1910 : The Irony of Fate
- 1910 : Once Upon a Time
- 1910 : Among the Roses
- 1910 : The Senator's Double
- 1910 : The Taming of Jane
- 1910 : The Widow
- 1910 : The Right Girl
- 1910 : Debt
- 1910 : Pressed Roses
- 1910 : All the World's a Stage
- 1910 : The Count of Montebello
- 1911 : His Bogus Uncle
- 1911 : Age Versus Youth
- 1911 : A Show Girl's Stratagem
- 1911 : The Test
- 1911 : Nan's Diplomacy
- 1911 : Vanity and its Cure
- 1911 : His Friend, the Burglar
- 1911 : The Actress and the Singer
- 1911 : Her Artistic Temperament
- 1911 : Her Child's Honor
- 1911 : The Wife's Awakening
- 1911 : Opportunity and the Man
- 1911 : The Two Fathers
- 1911 : The Hoyden
- 1911 : The Sheriff and the Man
- 1911 : A Fascinating Bachelor
- 1911 : That Awful Brother
- 1911 : Her Humble Ministry
- 1911 : A Good Turn
- 1911 : The State Line
- 1911 : A Game of Deception
- 1911 : The Professor's Ward
- 1911 : Duke De Ribbon Counter
- 1911 : Higgenses Versus Judsons
- 1911 : The Little Rebel
- 1911 : Always a Way
- 1911 : The Snare of Society
- 1911 : During Cherry Time
- 1911 : The Gypsy
- 1911 : Her Two Sons
- 1911 : Through Jealous Eyes
- 1911 : A Rebellious Blossom
- 1911 : The Secret
- 1911 : Romance of Pond Cove
- 1911 : The Story of Rosie's Rose
- 1911 : The Life Saver
- 1911 : The Matchmaker
- 1911 : The Slavey's Affinity
- 1911 : The Maniac
- 1911 : A Rural Conqueror
- 1911 : One on Reno
- 1911 : Aunt Jane's Legacy
- 1911 : His Chorus Girl Wife
- 1911 : A Blind Deception
- 1911 : A Head for Business
- 1911 : A Girlish Impulse
- 1911 : Art Versus Music
- 1911 : The American Girl
- 1912 : A Village Romance
- 1912 : A Surgeon's Heroism
- 1912 : In Swift Waters
- 1912 : The Players
- 1912 : Not Like Other Girls
- 1912 : Taking a Chance
- 1912 : The Mill Buyers
- 1912 : The Chance Shot
- 1912 : Her Cousin Fred
- 1912 : The Winning Punch
- 1912 : After All
- 1912 : All for Love
- 1912 : Flo's Discipline
- 1912 : The Advent of Jane
- 1912 : Tangled Relations
- 1912 : Betty's Nightmare
- 1912 : The Cross-Roads
- 1912 : The Angel of the Studio
- 1912 : The Redemption of Riverton
- 1912 : Sisters
- 1912 : The Lady Leone
- 1912 : Owing More
- 1913 : The Closed Door
- 1913 : The Girl o'the Woods
- 1913 : The Spender
- 1913 : His Wife's Child
- 1913 : Unto the Third Generation
- 1913 : Influence of Sympathy
- 1913 : A Girl and Her Money
- 1914 : The Coryphee
- 1914 : The Romance of a Photograph
- 1914 : The False Bride
- 1914 : The Law's Decree
- 1914 : The Stepmother
- 1914 : The Honeymooners
- 1914 : Diplomatic Flo
- 1914 : The Little Mail Carrier
- 1914 : Pawns of Destiny
- 1914 : A Disenchantment
- 1914 : The Bribe
- 1914 : The Doctor's Testimony
- 1914 : Her Ragged Knight
- 1914 : The Mad Man's Ward
- 1914 : The Honor of the Humble
- 1914 : Counterfeiters
- 1914 : A Mysterious Mystery
- 1914 : The Woman Who Won
- 1916 : A Singular Cynic
- 1916 : Blind Man's Bluff
- 1917 : The Spotted Lily
- 1917 : The Lash of Power
- 1917 : Face on the Screen
- 1918 : The Wife He Bought

### comme acteur

#### 1908
- A Famous Escape : Gardien de prison
- King of the Cannibal Islands : Heinie Holtzmeyer
- Hulda's Lovers : figurant
- The Sculptor's Nightmare : figurant
- When Knights Were Bold : Nobleman
- Thompson's Night Out : Theatre Patron
- Romeo and Juliet
- 'Ostler Joe : invité au mariage
- The Kentuckian
- The Stage Rustler : un homme au bar
- The Tavern Keeper's Daughter de D. W. Griffith : vieil homme
- L'Enfant et le Peau-rouge (The Red Man and the Child) de D. W. Griffith : Villain
- Deceived Slumming Party : un Chinois
- The Bandit's Waterloo de D. W. Griffith : Sergent de police
- Une déclaration difficile (A Calamitous Elopement) de D. W. Griffith : Frank
- The Greaser's Gauntlet de D. W. Griffith : Kidnapper / Party Guest
- The Man and the Woman de D. W. Griffith : Priest
- The Fatal Hour de D. W. Griffith : Pong Lee
- Pour l'amour de l'or (For Love of Gold) de D. W. Griffith : Thief / Butler
- Balked at the Altar de D. W. Griffith
- For a Wife's Honor de D. W. Griffith : Frank Wilson
- L'Empreinte digitale (Betrayed by a Handprint) de D. W. Griffith : Mr. Wharton
- Monday Morning in a Coney Island Police Court : McPheeney's Aide
- La Brute (The Girl and the Outlaw) de D. W. Griffith : Nellie's Father
- La Jeune Fille indienne (The Red Girl) de D. W. Griffith : Bartender
- Le Cœur de O'Yama (The Heart of O'Yama) de D. W. Griffith : Spy
- Where the Breakers Roar de D. W. Griffith : At the Beach (à la plage)
- A Smoked Husband de D. W. Griffith : Maid's Accomplice
- Richard III
- Les Bijoux volés (The Stolen Jewels) de D. W. Griffith : Mr. Jenkins
- The Devil de D. W. Griffith : Harold Thornton
- Cœur de Zoulou (The Zulu's Heart) de D. W. Griffith : A Boer
- Father Gets in the Game de D. W. Griffith : Wilkins' Son
- Ingomar (Ingomar, the Barbarian) de D. W. Griffith : Myron
- Le Vœu du vaquero (The Vaquero's Vow) de D. W. Griffith : Gonzales
- La Femme du planteur (The Planter's Wife) de D. W. Griffith : Tom Roland
- Le Roman d'une juive (Romance of a Jewess) de D. W. Griffith : Customer / Rubinstein
- L'Appel de la forêt (The Call of the Wild) de D. W. Griffith : Lieutenant Penrose
- Cacher un voleur (Concealing a Burglar) de D. W. Griffith : Mr. Wells
- Enoch Arden (After Many Years) de D. W. Griffith : Tom Foster
- La Mégère apprivoisée (The Taming of the Shrew) de D. W. Griffith : Katharina's Father
- The Guerrilla de D. W. Griffith : Confederate Soldier / Union Soldier
- La Chanson de la chemise (The Song of the Shirt) de D. W. Griffith  : Employer / In Second Restaurant
- Le Chemin d'une femme (A Woman's Way) de D. W. Griffith : A Camper
- Le Clubman et le Voleur (The Clubman and the Tramp) de D. W. Griffith : Man on Street
- Money Mad de D. W. Griffith : First Villain
- The Valet's Wife de D. W. Griffith : Postman / Adoption Agent
- Mrs. Jones Entertains de D. W. Griffith : Delivery Man
- The Feud and the Turkey de D. W. Griffith : Mr. Caufield
- The Reckoning de D. W. Griffith : The Husband
- Le Gage de l'amitié (The Test of Friendship) de D. W. Griffith : The Butler / Foreman
- An Awful Moment de D. W. Griffith : Judge Mowbray
- The Christmas Burglars de D. W. Griffith : One of Mike's Assistants
- Mr. Jones at the Ball de D. W. Griffith : Guest at Ball
- The Helping Hand de D. W. Griffith : Bill Wolfe

#### 1909
- One Touch of Nature de D. W. Griffith : Doctor (le docteur)
- The Maniac Cook de D. W. Griffith : Mr. Holland
- The Honor of Thieves de D. W. Griffith : Mr. Einstein
- Love Finds a Way de D. W. Griffith : One of the Daughter's Suitors
- The Sacrifice de D. W. Griffith : Mr. Hardluck
- A Rural Elopement de D. W. Griffith : Hungry Henry
- The Criminal Hypnotist de D. W. Griffith : The Doctor (le docteur)
- Mr. Jones Has a Card Party de D. W. Griffith : Guest
- L'Extravagante Mme Francis (The Fascinating Mrs. Francis) de D. W. Griffith : Young Man's Father
- The Welcome Burglar de D. W. Griffith : Ben Harris
- The Cord of Life de D. W. Griffith : On Street
- The Girls and Daddy de D. W. Griffith
- The Brahma Diamond de D. W. Griffith : A Tourist
- A Wreath in Time de D. W. Griffith : Drinking Partner
- Tragic Love de D. W. Griffith : In Factory
- The Curtain Pole de D. W. Griffith : Mr. Edwards
- The Joneses Have Amateur Theatricals de D. W. Griffith
- The Hindoo Dagger de D. W. Griffith : Jack Windom
- At the Altar de D. W. Griffith : On Street
- L'Espion (The Prussian Spy) de D. W. Griffith : Count Lopes
- A Fool's Revenge de D. W. Griffith : At Court
- The Roue's Heart de D. W. Griffith : Monsieur Flamant
- The Salvation Army Lass de D. W. Griffith : Bob Walton
- The Lure of the Gown de D. W. Griffith : Enrico
- The Deception de D. W. Griffith : l'ami de Harvey
- A Burglar's Mistake : Henry Newman
- Les Remords de l'alcoolique (A Drunkard's Reformation) de D. W. Griffith : In the Play
- A Troublesome Satchel
- Lucky Jim : Jim's Friend
- Tis an Ill Wind That Blows No Good : In Crowd
- The Eavesdropper
- One Busy Hour : In Store / Customer
- Jones and the Lady Book Agent : In Office
- The French Duel : At Duel
- A Baby's Shoe (it) de D. W. Griffith : The Adoptive Father
- The Jilt : At Stock Exchange
- Le Grillon du foyer (The Cricket on the Hearth) de D. W. Griffith : Tackleton
- What Drink Did : The Boss
- Le Luthier de Crémone (The Violin Maker of Cremona) de D. W. Griffith : The Judge
- The Son's Return : The Employer
- Her First Biscuits
- Was Justice Served? : Judge
- The Cardinal's Conspiracy
- The Renunciation : Sam Walters
- A Convict's Sacrifice (it)  de D. W. Griffith (1909) : Foreman
- The Slave : Deletrius
- They Would Elope : At Stable
- Mr. Jones' Burglar
- The Restoration

#### 1910-1913
- 1910 : The Rocky Road
- 1910 : The Final Settlement
- 1910 : The Eternal Triangle : Rôle indéterminé
- 1910 : A Summer Tragedy
- 1910 : The Iconoclast
- 1911 : The Two Paths
- 1913 : The Closed Door

### comme scénariste
- 1908 : La Mégère apprivoisée (The Taming of the Shrew) de D. W. Griffith
- 1914 : Pawns of Destiny